# كرسانا
كرسانا هي بلدة سورية تقع في شمال غرب سوريا، كرسانا جزء من محافظة اللاذقية، وتقع شمال اللاذقية. تشمل المناطق القريبة الشامية و خربة الجوزية و برج إسلام إلى الشمال وبرج القصب إلى الجنوب الغربي وستمرخو إلى الجنوب. وفقا للمكتب المركزي للإحصاء في سوريا، بلغ عدد سكان كرسانا 5,499 نسمة في تعداد عام 2004. سكانها في الغالب من العلويين.